# Memorial da Cultura Indígena
O Memorial da Cultura Indígena é um centro cultural brasileiro localizado na cidade de Campo Grande (Mato Grosso do Sul).
Situado na Aldeia Indígena Urbana Marçal de Souza, única do Brasil, o memorial foi construído com bambu tratado, coberto com palha de bacuri e possui área total de 340 metros quadrados e no primeiro piso (280 m²) destina-se a exposição e comercialização de artesanato. No mezanino é reservado para oficina de artesanato e depósito de materiais.
A construção contempla os visitantes portadores de necessidades especiais com banheiros adequados.

## Dependências
- Espaço para exibições e comercialização de objetos de artesanato
- Recepção